# Zbrodnia w lasach kartuskich
Zbrodnia w lasach kartuskich – seria zbiorowych egzekucji przeprowadzonych przez członków SS oraz paramilitarnego Selbstschutzu w Lasach Kaliskich oraz lasach nadleśnictwa Sarni Dwór pod Kartuzami. W okresie między wrześniem a listopadem 1939 r. niemieccy okupanci zamordowali w lasach kartuskich około 200 mieszkańców powiatu kartuskiego.

## Pierwsze zbrodnie okupanta
Kartuzy zostały opanowane przez oddziały Wehrmachtu w dniu 4 września 1939 r. W zajętym mieście, jak również na terenie całego powiatu kartuskiego, Niemcy od razu przystąpili do rozprawy z polską ludnością, w tym zwłaszcza z przedstawicielami lokalnej elity politycznej, gospodarczej i intelektualnej. Głównym inspiratorem i wykonawcą polityki terroru był przybyły z Gdańska Herbert Busch, któremu tamtejszy gauleiter  NSDAP Albert Forster powierzył funkcję starosty i kierownika powiatowej organizacji partyjnej (kreisleitera). Jednocześnie w mieście i jego okolicach natychmiast uaktywnili się członkowie miejscowego Selbstschutzu – paramilitarnej formacji złożonej z przedstawicieli niemieckiej mniejszości narodowej, zamieszkującej przedwojenne terytorium Rzeczypospolitej.
5 września, w lesie pod Burchardztwem koło Kartuz, rozstrzelano żołnierza batalionu Obrony Narodowej – Brunona Formelę z Kartuz. Zbrodni dokonali żołnierze niemieckiej 207. Dywizji Piechoty. Z kolei już 8 września aresztowano kilkadziesiąt osób, których nazwiska znajdowały się na listach proskrypcyjnych, sporządzonych jeszcze przed wojną przez miejscowych Niemców. Wśród zatrzymanych byli przedstawiciele inteligencji i dwudziestu działaczy Polskiego Związku Zachodniego. Tych ostatnich osadzono w więzieniu sądowym w Kartuzach i rozstrzelano jeszcze w tym samym miesiącu w Lasach Kaliskich.
Sześciu innych Polaków, wskazanych przez Selbstschutz, aresztowano w Kartuzach za działalność polityczną i osadzono w więzieniu sądowym. Na rozkaz Herberta Buscha wszyscy zostali rozstrzelani 14 września w lesie w pobliżu Wzgórza Wolności. Ponadto we wrześniu 1939 r. zamordowano w Kartuzach naczelnika poczty Stanisława Fałkowskiego, naczelnika stacji PKP Nikodema Klucza, urzędnika sądu Jana Majewskiego oraz trzy inne osoby. W lesie pod Kartuzami funkcjonariusze grupy operacyjnej Einsatzkommando 16 rozstrzelali również w tym samym miesiącu dziesięciu księży katolickich aresztowanych na terenie powiatu.

## Obóz w Borowie
Już od pierwszych dni okupacji Niemcy przeprowadzali w powiecie kartuskim masowe aresztowania, które objęły ostatecznie blisko 4000 osób. Zatrzymań dokonywano w pierwszym rzędzie rękami bojówkarzy Selbstschutzu, członków Einsatzkommando 16 oraz przybyłego do Kartuz pododdziału specjalnej jednostki SS Wachsturmbann "Eimann". Większość zatrzymanych Polaków uwięziono na podstawie donosów miejscowych volksdeutschów, którzy mogli w ten sposób uregulować wiele zadawnionych sąsiedzkich sporów i porachunków.

Obaj gestapowcy należeli do komanda operacyjnego i mieli zadanie aresztować w powiecie i mieście Kartuzy tych Polaków, którzy przed wojną wykazywali szczególną wrogość wobec Niemców i aktywnie przyznawali się do polskości. Wykonując swoje zadanie, obaj ci ludzie wędrowali w powiecie kartuskim od wsi do wsi i wypytywali miejscowych volksdeutschów o takich niemiłych Polaków – zeznanie Willy’ego Lau.

Aresztowanych przetrzymywano początkowo w budynku więzienia sądowego w Kartuzach oraz prowizorycznych miejscach zatrzymania na terenie miasta (w baraku i w stajni przy ulicy Przy Wodociągach). Wobec ciągłego napływu więźniów część zatrzymanych rozlokowano między 15 a 20 września na terenie byłego obozu Przysposobienia Wojskowego i Wychowania Fizycznego w Borowie koło Dzierzążna – położonego około 500 metrów od jeziora Karlikowo. Wokół bazy tego obozu, tzw. „Stanicy Harcerskiej”, oddział niemieckiego Arbeitsdienstu wybudował kilka prymitywnych baraków i wieżyczek dla strażników oraz ogrodził cały obóz drutem kolczastym. Teren obozu oświetlono. Strażnikami byli początkowo członkowie Arbeitsdienstu zamienieni w końcu września przez żołnierzy Wehrmachtu.
Dzienny stan więźniów w obozie wynosił prawdopodobnie około 600–700 osób. Przeważali wśród nich wzięci do niewoli żołnierze, policjanci, strażnicy graniczni, celnicy oraz kolejarze i pocztowcy. Więźniów codziennie prowadzono do prac rolnych w okolicznych folwarkach. Poza tym członkowie Selbstschutzu zabierali często po kilku lub kilkunastu internowanych do pracy u poszczególnych rolników niemieckich.

## Egzekucje w lasach kartuskich
W okresie między październikiem 1939 r. a wiosną 1940 r. okupowane tereny Pomorza (teraz Okręgu Rzeszy Gdańsk Prusy Zachodnie) stały się widownią zakrojonej na szeroką skalę akcji eksterminacyjnej, wymierzonej w pierwszym rzędzie w przedstawicieli polskiej inteligencji, którą narodowi socjaliści obarczali winą za politykę polonizacyjną prowadzoną na Pomorzu Gdańskim w okresie międzywojennym oraz traktowali jako główną przeszkodę na drodze do szybkiego i całkowitego zniemczenia regionu. W ramach tzw. Intelligenzaktion Niemcy zamordowali wówczas ok. 30-40 000 mieszkańców Pomorza.
Na terenie powiatu kartuskiego głównym miejscem kaźni stały się Lasy Kaliskie, położone około 3 kilometrów od Kartuz oraz lasy należące do nadleśnictwa Sarni Dwór obok tzw. Szadego Buku w pobliżu Egiertowa. Jesienią 1939 r. zamordowano w obu tych miejscach kilkuset mieszkańców Kartuz i okolicznych miejscowości. Między innymi, 27 października zamordowano w Lasach Kaliskich około 77 Polaków, w tym księdza Antoniego Arasmusa – proboszcza z Kiełpina oraz księdza Aleksego Gburka – wikariusza ze Stężycy. Do kolejnej egzekucji doszło w tym miejscu w dniu 25 listopada. Zamordowano wtedy 39 osób, w tym 8 księży katolickich. Z kolei 11 listopada rozstrzelano w okolicach Sarniego Dworu blisko 46 Polaków.

Polacy musieli biec w kierunku wykopanego dołu, a wszyscy Niemcy strzelali do nich jak do zajęcy i to w ten sposób, że każdy Polak po otrzymaniu postrzału wpadał do dołu – opis egzekucji w lesie Sarni Dwór.

Wyroki śmierci na polskich więźniów przetrzymywanych w Kartuzach lub Borowie wydawały dwie niemieckie komisje. Pierwszą kierował kreisleiter Busch, a w jej skład wchodzili członkowie Selbstschutzu i policji niemieckiej z Kartuz. Druga złożona była z funkcjonariuszy SD i Gestapo należących do Einsatzkommando 16. Egzekucje wykonywane były natomiast przez bojówki Selbstschutzu lub SS-manów z jednostki Wachsturmbann „Eimann”, której pododdział pozostawał do dyspozycji członków drugiej z wspomnianych wyżej komisji. Zdarzało się, że przed rozstrzelaniem Niemcy pastwili się nad ofiarami, m.in. ekshumowane po wojnie zwłoki księdza Arasmusa miały połamane kończyny. Rannych dobijano kolbami i łopatami.
Co najmniej 23 osoby zamordowano również na terenie obozu w Borowie lub w jego pobliżu. Część spośród zamordowanych należała do 40-osobowej grupy polskich jeńców wojennych pochodzenia żydowskiego, których przywieziono do obozu na przełomie września i października. Chociaż tylko trzy przypadki zbrodni przypisuje się strażnikom Wehrmachtu, to wojskowa komenda obozu ponosi pełną odpowiedzialność za mordy na jego więźniach. Wydawała bowiem internowanych Polaków SS-manom i Selbstschutzmanom, wiedząc jaki czeka ich los.
Wielu spośród Polaków aresztowanych na terenie powiatu kartuskiego zostało ponadto zamordowanych w masowych egzekucjach w Piaśnicy. Dziesiątki innych trafiły do niemieckich obozów koncentracyjnych, przede wszystkim do KL Stutthof.